# 方形反羽蟹
方形反羽蟹（学名：Retropluma quadrata）为反羽蟹科反羽蟹属的动物。分布于菲律宾、印度尼西亚，包括南海等海域，生活环境为海水，多生活于水深155-270米的泥沙以及粘土底。其生存的海拔范围为-270至-155米。该物种的模式产地在菲律宾。